# 佐々木蔵之介
佐々木 蔵之介（ささき くらのすけ、1968年〈昭和43年〉2月4日 - ）は日本の俳優。本名・佐々木 秀明（ささき ひであき）。京都府京都市出身。アンカー所属。

## 略歴
洛中に唯一残る京都市の造り酒屋・佐々木酒造3代目・佐々木勝也の次男として1968年に出生。一般人の兄と佐々木酒造4代目社長である弟の佐々木晃がいる。
ノートルダム学院小学校、京都市立二条中学校、洛南高等学校を卒業。東京農業大学入学後、三年次に神戸大学農学部に編入学し卒業。新卒で広告代理店・大広に入社（同期入社にますだおかだの増田英彦）。劇団活動と両立させていたが、約2年半の大阪本社勤務ののち退社。以降は劇団活動に専念する。
1990年、劇団「惑星ピスタチオ」の旗揚げ公演に参加。1998年の『大切なバカンス』を最後に退団するまで、看板俳優として全作品に出演。客演も多く、関西を中心に活動していた。
退団後は上京（晃曰く「突然『俳優になる』と言って出て行ってしまった」）し、テレビドラマや映画へと活動範囲を広げる。2000年、NHK連続テレビ小説『オードリー』で脚光を浴び、以降、脇を固める俳優として多数の話題作に出演し、精力的に活動を続けている。2006年には映画『間宮兄弟』で映画初主演、2008年にはドラマ『ギラギラ』でゴールデン帯での連続ドラマ初主演を果たす。2009年に始まった主演ドラマ『ハンチョウ〜神南署安積班〜』（シリーズ5より『ハンチョウ〜警視庁安積班〜』）はシリーズ化されている。
2014年3月に四代目市川猿之助主演の舞台『スーパー歌舞伎II（セカンド） 空ヲ刻ム者－若き仏師の物語』で歌舞伎デビュー。当時、歌舞伎役者以外の俳優が歌舞伎に出演するのは異例のことだと報道された。
多数のドラマ・映画に出演する一方、舞台を自身のルーツとしており、毎年必ず舞台に出演している。2005年には「観客と緊密な距離で息遣いまでも感じられる舞台を、新しい才能とともに創りたい」との思いから、演劇ユニット・Team申（チームさる）を立ち上げ、随時舞台公演を企画・出演している。なお、ユニット名は本人が申年生まれであることに由来している。
2015年10月12日、京都国際観光大使に任命される。
2021年8月29日、新型コロナウイルス感染を公表。同日の主演舞台Team申第5回本公演『君子無朋くんしにともなし〜中国史上最も孤独な「暴君」雍正帝〜』千秋楽公演（京都府立文化芸術会館）が中止となり、9月6日 - 8日に上演予定だった朗読劇『天切り松 闇がたり〜闇の花道〜』（京都芸術劇場 春秋座）が延期された。9月10日、活動を再開。
2021年10月30日、一般女性との結婚を発表。
2024年4月、所属事務所ケイファクトリーを退所、新事務所アンカーへの移籍が発表された。

## 人物

### 特徴
- 特に仲の良い芸能人は四代目市川猿之助。大河ドラマ『風林火山』での共演をきっかけに交流を深めるようになった[16]。
- 好きな食べ物はブドウ（母親が山梨県出身であるという影響から）[17]。
- 2011年夏、沖縄で小型船舶免許1級を取得した[18]。

### 仕事面
- 演出家・白井晃によると「自分や物事を俯瞰で見ている眼をしている」[19]。

### エピソード
- 「蔵之介」という芸名は父親による命名である。大学1年のとき、演劇サークルの先輩から新人公演に使う芸名をいきなり電話で聞かれ迷っていたところ、隣で一緒に野球中継を見ていた父親が実家の職業と大石内蔵助の名前をかけて「蔵之介」と命名した[20]。
- 大学時代に演劇サークルに入ったのは、家業を継ぐため少しでも人前に立つのが苦にならないようにするためであった。広告代理店に就職したのも販売戦略などを学ぶためであり、家業継承が念頭にあってのことだった[20][21]。
- 役者になる際は、家業を継ぐ予定であったため家族から反対されたが、NHK連続テレビ小説『オードリー』（2000年）に出演したころには認めてもらい、実家の酒造からは「オードリー」という銘柄の日本酒も販売された。なお、主演ドラマ『ハンチョウ』の放送時期にも期間限定で「ハンチョウ」という銘柄の特別純米酒が販売される[22]。
- 飛行機が好きで、自宅には機内カートがある[23]。新幹線にも思い入れがあり、社会人時代には「遅刻しそうになると新幹線を使って通勤していた」という[24]。

## 出演
主演は役名を太字で示す。

### テレビドラマ

#### レギュラー出演
- コワイ童話「不思議の国のアリス」（1999年6月 - 7月、TBS） - 有栖川司 役
- 女医（1999年7月 - 9月、日本テレビ・読売テレビ）
- 連続テレビ小説（NHK総合）
  - オードリー（2000年10月 - 2001年3月） - 幹幸太郎 役、早乙女清 役（二役）
  - ひよっこ（2017年4月 - 2017年9月） - 牧野省吾 役
    - ひよっこ2（2019年3月25日 - 28日）
- 本家のヨメ（2001年10月 - 12月、日本テレビ・読売テレビ） - 奥山登 役
- ハンドク!!!（2001年10月 - 12月、TBS） - 高野誠 役
- 東野圭吾ミステリー 「悪意」（2001年11月 - 12月、NHK総合） - 野々口修 役
- サトラレ（2002年7月 - 9月、テレビ朝日） - 吉川俊介 役
- 美女か野獣（2003年1月 - 3月、フジテレビ） - 古袋博 役
- あなたの人生お運びします!（2003年4月 - 6月、TBS） - 駒井勇介 役
- クニミツの政（2003年7月 - 9月、フジテレビ・関西テレビ） - 不破俊一 役
- 元カレ（2003年7月 - 9月、TBS） - 藤枝徹 役
- 白い巨塔（2003年10月 - 2004年3月、フジテレビ） - 竹内雄太 役
- 離婚弁護士（2004年4月 - 6月、フジテレビ） - 柳田俊文 役
  - 離婚弁護士 新春スペシャル（2005年1月6日）
  - 離婚弁護士II〜ハンサムウーマン〜（2005年4月 - 6月）
- ラストプレゼント 娘と生きる最後の夏（2004年7月 - 9月、日本テレビ） - 小田聡 役
- ルームシェアの女（2005年1月 - 3月、NHK総合） - 杉田修平 役
- Mの悲劇（2005年1月 - 3月、TBS） - 久保（松本）明 役
- 柳生十兵衛七番勝負（2005年4月 - 5月、NHK総合） - 由比富士太郎 役
- 今夜ひとりのベッドで（2005年10月 - 12月、TBS） - 久住俊介 役
- 医龍 -Team Medical Dragon-（2006年4月 - 6月、フジテレビ） - 藤吉圭介 役
  - 医龍 -Team Medical Dragon- 2（2007年10月 - 12月）
  - 医龍 -Team Medical Dragon- 3（2010年10月 - 12月）
  - 医龍 -Team Medical Dragon- 4（2014年1月 - 3月）
- 下北サンデーズ（2006年7月 - 9月、テレビ朝日） - あくたがわ翼 役
- 僕の歩く道（2006年10月 - 12月、フジテレビ・関西テレビ） - 大竹秀治 役
- 笑える恋はしたくない（2006年12月1日 - 15日、TBS） - 魚住悟 役
- 大河ドラマ（NHK総合）
  - 風林火山（2007年） - 真田幸隆 役[25]
  - 麒麟がくる（2020年） - 羽柴秀吉 役[26]
  - 光る君へ 第1回 - 第29回（2024年1月7日 - 7月28日） - 藤原宣孝 役[27]
- バンビ〜ノ!（2007年4月 - 6月、日本テレビ） - 桑原敦 役
- 斉藤さん（2008年1月 - 3月、日本テレビ） - 真野透 役
- 鹿男あをによし（2008年1月 - 3月、フジテレビ） - 福原重久 役
- 絶対彼氏〜完全無欠の恋人ロボット〜（2008年4月 - 6月、フジテレビ） - 並切岳 役
  - 絶対彼氏〜完全無欠の恋人ロボット〜 最終章スペシャル（2009年3月24日）
- モンスターペアレント（2008年7月 - 9月、フジテレビ・関西テレビ） - 三浦圭吾 役
- ギラギラ（2008年10月 - 12月、朝日放送・テレビ朝日） - 七瀬公平 役
- トライアングル（2009年1月 - 3月、フジテレビ・関西テレビ） - 秋本了 役
- ハンチョウ〜神南署安積班〜シリーズ1（2009年4月 - 7月、TBS） - 安積剛志 役
  - ハンチョウ〜神南署安積班〜 シリーズ2（2010年1月 - 3月）
  - ハンチョウ〜神南署安積班〜 シリーズ3（2010年7月 - 9月）
  - ハンチョウ〜神南署安積班〜 シリーズ4 〜正義の代償〜（2011年4月 - 6月）
  - ハンチョウ〜警視庁安積班〜 シリーズ5（2012年4月 - 6月）
  - ハンチョウ〜警視庁安積班〜 シリーズ6（2013年1月 - 3月）
- オルトロスの犬（2009年7月 - 9月、TBS） - 沢村敬之 役
- チャレンジド（2009年10月 - 11月、NHK総合） - 塙啓一郎 役
  - チャレンジド〜卒業〜 （2011年5月14日・21日）
- 不毛地帯（2009年10月 - 2010年3月、フジテレビ） - 秋津清輝 役
- 秘密（2010年10月 - 12月、テレビ朝日） - 杉田平介 役
- 僕とスターの99日（2011年10月 - 12月、フジテレビ） - 高鍋大和 役
- 恋愛ニート〜忘れた恋のはじめ方（2012年1月 - 3月、TBS） - 松本直哉 役
- お天気お姉さん（2013年4月 - 6月、テレビ朝日） - 三雲三平 役
- 救命病棟24時 第5シリーズ（2013年7月 - 9月、フジテレビ） - 本庄雅晴 役
- ゼロの真実〜監察医・松本真央〜（2014年7月 - 9月、テレビ朝日） - 屋敷一郎 役
- 怪盗 山猫（2016年1月 - 3月、日本テレビ） - 関本修吾 役[28]
- 僕のヤバイ妻（2016年4月 - 6月、フジテレビ・関西テレビ） - 木暮久雄 役
- FINAL CUT（2018年1月 - 3月、関西テレビ・フジテレビ） - 高田清一郎 役
- 黄昏流星群〜人生折り返し、恋をした〜（2018年10月 - 12月、フジテレビ） - 瀧沢完治 役[29]
- シャーロック アントールドストーリーズ（2019年10月 - 12月、フジテレビ） - 江藤礼二 役[30]
- 知らなくていいコト（2020年1月 - 3月、日本テレビ） - 岩谷進 役
- 日暮里チャーリーズ（2020年8月2日 - 30日、朝日放送テレビ） - チャーリー 役[注 2][31]
- ミヤコが京都にやって来た!（2021年1月 - 2月、ABCテレビ・テレビ神奈川） - 柿木空吉 役[32]
  - ミヤコが京都にやって来た!〜ふたりの夏〜（2022年10月、ABCテレビ）[33]
- IP〜サイバー捜査班（2021年7月1日 - 9月16日、テレビ朝日） - 安洛一誠 役[34]
- 和田家の男たち（2021年10月22日 - 12月10日、テレビ朝日） - 和田秀平 役[35]
- クロサギ 第5話 - 最終話（2022年11月18日 - 12月23日、TBS） - 宝条兼人 役[36]
- マイホームヒーロー（2023年10月25日 - 12月20日、MBS・TBS） - 鳥栖哲雄 役[37]
- グレイトギフト（2024年1月18日 - 3月14日、テレビ朝日） - 白鳥稔 役[38]
- Destiny（2024年4月9日 - 6月4日、テレビ朝日） - 辻英介 役[39]
- 母の待つ里（2024年8月16日・23日、NHK BSプレミアム4K / 9月21日・28日、NHK BS） - 室田精一 役[40][41]
- 浮浪雲（2026年〈予定〉 - 、NHK BS・NHK BSプレミアム4K） - 浮浪雲 役[42]

#### 単発・ゲスト出演
- 天国に一番近い男 第8話（1999年2月26日、TBS） - 甘粕一郎 役
- JUDGE CAFE（2001年、BS-i） - ハルヒコ 役
- 金曜日の恋人たちへ 第2話 - 第6話（2000年1月21日 - 2月17日、TBS） - 山下真人 役
- Love Story 第6話・第7話・最終話（2001年5月20日・27日・6月24日、TBS） - 小林正志 役
- TOYD（2002年3月24日、WOWOW） - 蓮見幸雄 役
- 金曜エンタテイメント（フジテレビ）
  - えなりかずきの少年探偵 事件でござる（2002年5月17日） - 北小路博 役
    - えなりかずきの少年探偵 事件でござる2 〜信州湯けむり殺人紀行〜（2003年2月7日） - 北小路博 役

  - みのもんたの実録トゥルーストーリーズ「嘘をついた男」（2002年12月20日）
  - スチュワーデス刑事8（2004年1月16日） - 高野和雄 役
- First Love 第7話（2002年5月29日、TBS） - 伊藤弁護士 役
- ホーム&アウェイ 第9話（2002年12月2日、フジテレビ） - 九重保 役
- われ、晩節を汚さず〜新夫婦善哉〜（2003年1月25日、NHK総合） - マキノ省三 役
- 御宿かわせみ 第2話（2003年4月11日、NHK総合） - 五井兵馬 役
- ニューカマーズ オンナの感（2003年6月14日、フジテレビ） - 宮本正彦 役
- 独身3!! 第3話（2003年10月24日、テレビ朝日） - 上野公平 役
- ハコイリムスメ! 第5話（2003年11月4日、フジテレビ・関西テレビ） - 西谷弘一 役
- サントリーミステリー大賞 運命が見える手（2003年11月15日、テレビ朝日） - 梅島永治 役
- ほんとにあった怖い話「迷子」（2004年2月7日、フジテレビ） - 川越健介 役
- ビー・バップ・ハイスクール（2004年6月16日、TBS） - 早乙女憲二 役
- 恋のから騒ぎ ドラマスペシャル〜Love Stories〜「三十路の女」（2004年9月25日、日本テレビ） - 坂本雄太郎 役
- 優しい時間 第3・8話（2005年1月27日・3月3日、フジテレビ） - 松田 役
- 月曜ミステリー劇場 警察庁・内偵監察官 桜沢葵の事件簿（2005年3月7日、TBS） - 杉山良平 役
- ボイスレコーダー〜残された声の記録〜ジャンボ機墜落20年目の真実（2005年8月12日、TBS）
- 世にも奇妙な物語 '05秋の特別編「越境」（2005年10月4日、フジテレビ） - 柴田錬 / 恋人 役
- TBSテレビ五十周年新春スペシャルドラマ 里見八犬伝（2006年1月、TBS） - 山下定包 役
- 喰いタン 第8話・最終話（2006年3月4日・11日、日本テレビ） - 結城寛 役
- キッチン・ウォーズ（2006年2月25日、フジテレビ） - 香坂哲也 役
- 遙かなる約束（2006年11月25日、フジテレビ） - 安岡 役
- 死ぬかと思った 第13話「四十九日」（2007年6月30日、日本テレビ） - 加瀬真治 役
- 名探偵コナン ドラマスペシャル第2弾 工藤新一の復活! 黒の組織との対決（2007年12月17日、日本テレビ・読売テレビ） - ジン 役
- 猟奇的な彼女 第4話・第5話（2008年5月11日・18日、TBS） - 森中進 役
- 私が初めて創ったドラマ「奉納イデア毛抜き祭」（2010年10月15日、NHK BShi）
- 松本清張ドラマスペシャル 砂の器（2011年9月10日・11日、テレビ朝日） - 和賀英良 役
- パパドル! 第6話（2012年5月31日、TBS） - 本人 役[注 3]
- 金曜プレステージ 塔馬教授の天才推理シリーズ（フジテレビ） - 塔馬双太郎 役
  - 塔馬教授の天才推理「隠岐島の黄金伝説殺人事件」（2012年6月1日）
  - 塔馬教授の天才推理2「湯殿山麓ミイラ伝説殺人事件」（2014年9月19日）
  - 塔馬教授の天才推理3「からくり人形殺人事件」（2019年3月9日)
- コドモ警察 第9話（2012年6月12日、TBS） - 安積剛志 役[注 3]
- こうのとりのゆりかご〜「赤ちゃんポスト」の6年間と救われた92の命の未来〜（2013年11月25日、TBS） - 片山幸文 役
- プレミアムドラマ その日のまえに（2014年3月23日・30日、NHK BSプレミアム） - 原田健輔 役
- ぼくのいのち（2016年3月23日、読売テレビ） - 三國隆晴 役
- コウノドリ 第2シリーズ 第1話・最終話（2017年10月13日・12月22日、TBS） - 萩島勝秀 役[43]
- 読売テレビ開局60年記念スペシャルドラマ 天才を育てた女房（2018年2月23日、読売テレビ） - 岡潔 役
- NHK正月時代劇 家康、江戸を建てる「水を制す」（前編）（2019年1月2日、NHK総合） - 大久保藤五郎 役[44]
- アメリカに負けなかった男〜バカヤロー総理 吉田茂〜（2020年2月24日、テレビ東京） - 池田勇人 役[45]
- まとわりつくオンナ - 五つの地獄編 第4話（2020年3月6日、TBS） - 益田 役[46]
- 陰陽師（2020年3月29日、テレビ朝日） - 安倍晴明  役[47]
- 作家刑事 毒島真理（2020年11月30日、テレビ東京） - 毒島真理 役[48]
- ミステリと言う勿れ 第8話・第9話（2022年2月28日・3月7日、フジテレビ） - 橘高勝 役[49]
- 風間公親-教場0- 第3話（2023年4月24日、フジテレビ） - 椎垣久仁臣 役[50]

### Webドラマ
- あそむび「幸運探偵 〜風烈光の事件簿〜」（2007年3月配信、NTT西日本） - 風烈光 役
- バンビーノ！スピンオフ 第4話「桑原さんの秘密」（2007年5月配信、第2日本テレビ） - 桑原敦 役
- モアザンワーズ/More Than Words（2022年9月16日配信、Amazon Prime Video） - 福長洋介 役[51]

### 映画
- ストップモーション（1999年） - 原口 役
- Jam Films「HIJIKI」（2002年12月28日、アミューズピクチャーズ） - 男
- 船を降りたら彼女の島（2003年2月15日、アルタミラピクチャーズ） - 河野創平 役
- 踊る大捜査線 THE MOVIE 2 レインボーブリッジを封鎖せよ!（2003年7月19日、東宝） - 警視庁刑事部捜査一課捜査員 役
- 東京フレンズ（2005年6月3日、エイベックス・エンタテインメント） - 小橋亨 役 ※DVDドラマ
  - 東京フレンズ The Movie（2006年8月12日、松竹）
- 電車男（2005年6月4日、東宝） - ひさし 役
- サマータイムマシン・ブルース（2005年9月3日、東芝エンタテインメント） - 保積光太郎 役
- 県庁の星（2006年2月25日、東宝） - 桜井圭太 役
- 間宮兄弟（2006年5月13日、アスミック・エース） - 間宮明信 役 ※ドランクドラゴン・塚地武雅とのダブル主演
- UDON（2006年8月26日、東宝） - 保積光太郎 役 ※カメオ出演
- アキハバラ@DEEP（2006年9月2日、東映） - 中込威 役
- 虹の女神 Rainbow Song（2006年10月28日、東宝） - 樋口慎佑 役
- アジアンタムブルー（2006年11月18日、角川ヘラルド映画） - 川上音彦 役
- 愛の流刑地（2007年1月13日、東宝） - 稲葉喜重 役
- 憑神（2007年6月23日、東映） - 別所左兵衛 役
- 椿三十郎（2007年12月1日、東宝） - 木村 役
- ぼくたちと駐在さんの700日戦争（2008年4月5日、ギャガ） - 駐在さん 役
- アフタースクール（2008年5月24日、クロックワークス） - 北沢雅之 役
- 本格科学冒険映画 20世紀少年 3部作（東宝） - フクベエ（服部哲也）役[注 4]
  - 20世紀少年〈第1章〉 終わりの始まり（2008年8月30日）
  - 20世紀少年〈第2章〉 最後の希望（2009年1月31日）
  - 20世紀少年〈最終章〉 ぼくらの旗（2009年8月29日）
- 誰も守ってくれない（2009年1月24日、東宝） - 梅本孝治 役
- 守護天使（2009年6月20日、エイベックス・エンタテインメント） - 村岡昌志 役
- 群青 愛が沈んだ海の色（2009年6月27日、20世紀フォックス） - 仲村龍二 役
- 曲がれ!スプーン（2009年11月21日、東宝） ※カメオ出演
- おにいちゃんのハナビ（2010年9月25日[注 5]、ゴー・シネマ） - 関山高志 役
- 大奥 （2010年10月1日、松竹 / アスミック・エース） - 藤波 役
- 岳-ガク-（2011年5月7日、東宝） - 野田正人 役
- ボクたちの交換日記（2013年3月23日、ショウゲート） - 川野純也 役
- 少年H（2013年8月10日、東宝） - 久門教官 役
- 超高速!参勤交代（2014年6月21日、松竹） - 内藤政醇 役
  - 超高速!参勤交代 リターンズ（2016年9月10日、松竹）
- ソロモンの偽証（松竹） - 藤野剛 役
  - 前篇・事件（2015年3月7日）
  - 後篇・裁判（2015年4月11日）
- 夫婦フーフー日記（2015年5月30日、ショウゲート） - 清水浩太（ダンナ） 役 ※永作博美とのダブル主演
- の・ようなもの のようなもの（2016年1月16日、松竹） - みやげ物屋の店主 役[52]
- 残穢 - 住んではいけない部屋 -（2016年1月30日、松竹） - 平岡芳明 役[53]
- エヴェレスト 神々の山嶺（2016年3月12日、東宝） - 長谷渉 役[54]
- 破門 ふたりのヤクビョーガミ（2017年1月28日、松竹） - 桑原保彦 役 ※横山裕とのダブル主演[55]
- 3月のライオン（東宝 / アスミック・エース） - 島田開 役[56]
  - 前編（2017年3月18日）
  - 後編（2017年4月22日）
- 美しい星（2017年5月26日、ギャガ） - 黒木克己 役[57]
- 花戦さ（2017年6月3日、東映） - 前田利家 役 [58]
- 嘘八百（2018年1月5日公開、ギャガ） - 主演・野田佐輔 役 ※中井貴一とのダブル主演[59]
  - 嘘八百 京町ロワイヤル（2020年1月31日公開）[60]
  - 嘘八百 なにわ夢の陣（2023年1月6日公開）[61]
- 空飛ぶタイヤ（2018年6月15日公開、松竹） - 相沢寛久 役
- アース:アメイジング・デイ（ウェールズ語版）（2018年11月30日公開、KADOKAWA） - ナレーション[62]
- 居眠り磐音（2019年5月17日公開、松竹） - 佐々木玲圓 役[63]
- 空母いぶき（2019年5月24日公開、キノフィルムズ） - 新波歳也 役[64]
- WE ARE LITTLE ZOMBIES（2019年6月14日公開、日活） - 高見弦 役[65]
- ひとよ（2019年11月8日公開、日活） - 堂下道生 役[66]
- 記憶屋 あなたを忘れない（2020年1月17日公開、松竹） - 高原智秋 役[67]
- 科捜研の女 -劇場版-（2021年9月3日公開、東映） - 加賀野亘 役[68]
- HOMESTAY（2022年2月11日公開、Amazon Prime Video） - 小林治 役[69]
- バスカヴィル家の犬 シャーロック劇場版（2022年6月17日公開、東宝） - 江藤礼二 役[70]
- 峠 最後のサムライ（2022年6月17日公開、松竹=アスミック・エース） - 小山良運 役[71]
- シャイロックの子供たち（2023年2月17日公開、松竹）- 黒田道春 役[72]
- ゴジラ-1.0（2023年11月3日公開、東宝） - 秋津淸治 役[73]
- 映画 マイホームヒーロー（2024年3月8日公開、ワーナー・ブラザース映画） - 鳥栖哲雄 役[37][74]
- 盤上の向日葵（2025年10月31日公開予定、ソニー・ピクチャーズ エンタテインメント / 松竹） - 石破剛志 役[75]
- 劇場版「緊急取調室 THE FINAL」（2025年12月26日公開予定、東宝） - 森下弘道 役[76][77][78]

### 舞台
- 劇団惑星ピスタチオ（1990年 - 1998年）※退団までの全公演
- 劇団POTATO倶楽部「ステアウェイ トゥ ヘヴン」(1992年)
- 遊気舎「地元民は怪力」（1993年）
- 演劇集団キャラメルボックス「俺たちは志士じゃない」（1994年）
- MOTHER「ジャンキースクエア」（1996年）
- G2プロデュース「12人の入りたい奴ら」（1997年）
- プラチナペーパーズ「煽動する女」
- 「ロマンチック・コメディ」（PARCO劇場）（1998年）
- 中島らも事務所プロデュース「一郎ちゃんがいく。」（1998年）
- 自転車キンクリートSTORE「絢爛とか爛漫とか」（1998年）
- Bunkamura創立10周年記念特別公演「夏の夜の夢」（1999年1月）
- NODA・MAP 第6回公演「半神」（1999年4月 - 5月、シアターコクーン）
- T.P.T「債鬼」（1999年9月 - 10月、ベニサン・ピット）
- 自転車キンクリートSTORE「マクベス」（1999年12月、全労済ホールスペース・ゼロ）
- T.P.T「LONG AFTER LOVE」（2000年3月 - 4月、ベニサン・ピット）
- ホリプロ「パーフェクト・デイズ」（2000年6月、世田谷パブリックシアター）
- Vamp Show（2001年6月 - 7月、PARCO劇場、大阪シアタードラマシティ） - 坂東正勝 役
- LOVE LETTERS（2001年・2003年・2006年・2007年、PARCO劇場他）
- おやすみの前に（2002年5月、PARCO劇場）
- 二兎社「新・明暗」（2002年10月、シアタートラム）
- おはつ（2004年1月、新橋演舞場）- 直助 役
- 二兎社「新・明暗」再演（2004年10月、世田谷パブリックシアター）
- 演劇ユニット・Team申公演
  - 第1回公演「時には父のない子のように」（2005年6月、三鷹市芸術文化センター）
  - 第2回公演「抜け穴の会議室」（2007年11月 - 12月、赤坂RED / THEATER）
  - 第3回公演「狭き門より入れ」（2009年8月 - 9月、PARCO劇場）
  - 第4回公演「抜け穴の会議室〜Room No.002〜」（2010年12月 - 2011年1月、PARCO劇場）[79]
  - 番外公演〜今、僕らが出来ること〜 朗読劇「家守綺譚」（2011年9月、森ノ宮ピロティホール）
  - 番外公演II〜今、僕らが出来ること〜 朗読劇「幻色江戸ごよみ」（2012年3月、PARCO劇場）
  - 番外公演III〜今、僕らができること〜朗読劇「お文の影」「野槌の墓」（2012年5月、京都・春秋座、大阪・森ノ宮ピロティホール、渋谷・さくらホール）
  - 第5回公演「君子無朋〜中国史上最も孤独な「暴君」雍正帝〜」（2021年7月 - 、東京芸術劇場 シアターウェスト他）
- クラウディアからの手紙（2006年1月、世田谷パブリックシアター）
- こまつ座 私はだれでしょう（2007年1月、紀伊國屋サザンシアター） - フランク馬場 役
- 幽霊たち（2011年6月 - 7月、PARCO劇場） - ブルー 役
- 二兎社「こんばんは、父さん」（2012年10月 - 11月、世田谷パブリックシアター）
- 非常の人 何ぞ非常に 〜奇譚 平賀源内と杉田玄白〜（2013年7月、PARCO劇場）- 平賀源内 役[80]
- スーパー歌舞伎II 空ヲ刻ム者－若き仏師の物語（2014年3月、新橋演舞場、4月、大阪松竹座） - 一馬 役
- ロンドン版 ショーシャンクの空に（2014年12月、シアタークリエ） - アンディ・デュフレーン 役
- マクベス（2015年7月 - 8月、PARCO劇場） - 患者 役
- BENT（2016年7月、世田谷パブリックシアター、他） - マックス 役[81]
- リチャード三世（2017年10月、東京芸術劇場 プレイハウス、森ノ宮ピロティホール、盛岡市民文化ホール 大ホール、日本特殊陶業市民会館） - グロスタ公リチャード 役
- ゲゲゲの先生へ（2018年10月、東京芸術劇場 プレイハウス ※長野、大阪、愛知、宮崎、福岡、新潟を巡演）[82]
- 朗読「東京」第六回（2019年1月、東京芸術劇場 シアターイースト）
- プレミアムリーディング「もうラブソングは歌えない」（2020年8月、東京国際フォーラム ホールC）
- 冬のライオン（2022年2月26日 - 3月15日、東京芸術劇場 プレイハウス）- ヘンリー二世 役
- 守銭奴　ザ・マネー・クレイジー（2022年11月23日 - 12月11日、東京芸術劇場 プレイハウス）- アルパゴン 役
- PARCO PRODUCE 2024「破門フェデリコ〜くたばれ!十字軍〜」（2024年8月6日 - 9月22日、PARCO劇場他） - フェデリコ 役[83]
- ヨナ（2025年10月2日 - 13日〈予定〉、東京芸術劇場 シアターウェスト）[84]

#### 公演中止
- 佐渡島他吉の生涯（2020年、PARCO劇場 / NHK大阪ホール） - 主演・佐渡島他吉 役[85]

### 劇場アニメ
- グスコーブドリの伝記（2012年7月7日、ワーナー・ブラザース映画） - コトリ 役

### 吹き替え
- ボルト（2009年8月1日、ウォルト・ディズニー・スタジオ・モーション・ピクチャーズ） - ボルト 役

### ラジオドラマ
- 青春アドベンチャー（NHK-FM）
  - BANANA FISH PART3（1995年6 - 7月） - エドアルド・L・フォックス 役
  - ランドオーヴァー Part3「黒いユニコーン」（1996年8月19日 - 30日）[86][87]
  - 仮想の騎士（2001年5月28日 - 6月15日） - ジャック・カザノヴァ 役[88]
- FMシアター（NHK-FM）
  - 侵食（1997年10月11日）[89]
  - モノローグ男（2004年4月17日）[90]
- ON THE WAY COMEDY 道草 「岩戸弁二郎はここにいる」（2001年10月、TOKYO FM） - 本間ちゃん 役
- ポップスライブラリー 「家守綺譚」から（2004年4月20日 - 24日、NHK-FM）[91][92][93][94][95]
- ぼんくら・日暮らし（2005年10月 - 2006年3月、ABCラジオ） - 黒豆 役
- 流星倶楽部 星のレストラン（2006年2月、文化放送） - ヒロミ 役
- 京極夏彦ラジオドラマ 百器徒然袋（2006年10月 - 2007年3月、ニッポン放送） - 榎木津礼二郎 役
- TBSラジオドラマスペシャル 小さき者へ（2009年12月、TBSラジオ） - 父親 役
- 浜村淳青春物語（2019年4月、MBSラジオ） - 浜村淳 役
- 夜の停車駅（NHK-FM） - ナレーション
  - 夜の停車駅 2019夏（2019年8月5日 - 8月9日）[96][97][98][99][100]
  - 夜の停車駅 2020新春（2020年1月2日 - 1月4日）[101][102][103]

### CM
- 新大阪シティプラザ ウェディング（1998年）- 新郎 役
- ソフトバンク
  - 旧・J-PHONE「写メール」（2001年 - 2003年）
  - 旧・ボーダフォン「Vodafone 3G」（2004年 - 2005年）
- イオン「カンボジア学校建設支援募金」（2002年）
- ディズニーチャンネル（2003年）
- リリィジュ 「扉の向こう」篇 （2004年）- ナレーション
- アサヒビール 「本生」（2004年 - 2006年）
- 日本生命保険 （2005年 - 2008年）
- 武田薬品工業「ベンザブロック」（2005年）
- トヨタグループ
  - トヨタ自動車「ノア」（2007年 - 2009年）
  - 日野自動車「デュトロ」（2011年 - 2014年）
- ワーナーミュージック・ジャパン「R35 Sweet J-Ballads」（2007年 - 2008年）
- ミツカン
  - かおりの蔵（2007年 - 2016年）
  - 白だし（2016年 - 2017年）
  - 追いがつおつゆ（2017年）
- KDDI「au 誰でもウェルカムキャンペーン」（2007年 - 2008年）
- 明星食品「究麺」（2009年 - 2010年）
- AOKI（2009年 - 2012年）
- 東京都「救急医療」（2009年）
- アート引越センター（2011年 - 2015年）
- ACジャパン
  - 「魔法使いの少年」篇（2011年）- ナレーション
  - 「世間の誤解に吠える」編（2020年） - 盲導犬の声を担当
- キリンビール「本搾りチューハイ」（2012年）
- コーセー「MAIHADA〜米肌〜」（2012年）
- 大幸薬品「クレベリン」（2013年 - 2018年）
- ダノンジャパン「BIO」（2014年 - 2015年）
- サントリー「オールフリー」（2016年 - 2018年）[104]
- 関西電力（2016年 - 2017年）[105]
- シノケングループ（2016年 - 2020年）
- 日本電産（2016年 - 2018年）[106]
- サンスター 「G・U・M」（2018年1月 - 12月）
- 総務省「マイナンバーカード」（2021年 - 2022年）
- アフラック生命保険「生きるためのがん保険Days1プラス」（2022年）
- 日本中央競馬会「HERO IS COMING」（2023年 - ）- 長澤まさみ、見上愛と共演[107]。
- 王将フードサービス「餃子の王将」（2024年 - ）- 藤野涼子と共演[108]
- キリンビール「キリン 上々 焼酎ソーダ」（2024年 - ）[109]
- キャディ「見つからない」篇 / 「同じ」篇（2025年5月 - 、東海地区 / 2025年7月 - 、全国[注 6]） - 神嶋里花[110]と共演[111]

### ドキュメンタリー
- にんげんドキュメント（NHK総合）
  - ナガセ君の小さな生きものたち（2005年10月） - ナレーション
  - 空師〜大樹と生きる仕事人〜（2007年1月） - ナレーション
- 銘酒誕生物語シリーズ（2008年 - 、WOWOW） - ナレーション
- スペイン 遥かなる海ガリシア 〜リアスの森へ〜（2008年9月、フジテレビ） - ナビゲーター
- LIFE〜夢のカタチ〜（2010年4月3日 - 現在、朝日放送） - ナレーション
- 報道写真が語る21世紀の真実（2011年12月、ヒストリーチャンネル） - ナレーション
- BS歴史館（2012年10月 - 、NHK BSプレミアム） - ナレーション
- 秋、黄金色の伊勢へ 佐々木蔵之介 うまし旅（2013年9月1日、TBS）
- 孤高の頂 北アルプス槍ヶ岳（2013年9月11日、信越放送制作〈2013年9月21日、BS-TBS〉） - ナレーション
- NNNドキュメント'15 シリーズ戦後70年「“じいちゃん”の戦争 孫と歩いた激戦地ペリリュー」（2015年2月22日、NNN系列） - ナレーション
- 〜地球創世記 ミステリアス・アメリカ〜生物大絶滅と縄文人の謎（BS-TBS） - ナビゲーター
  - 第一夜 遥かなる地球創世と人類の謎（2016年12月9日）
  - 第二夜 最初のアメリカ人は海を渡った縄文人（2016年12月10日）
- ドイツが愛した日本人〜佐々木蔵之介が巡る、ある医師の物語〜（2017年2月5日、よみうりテレビ制作、日本テレビ系）[112] - ナビゲーター
- 感動地球スペシャル 大島優子ネパールに行きたい！天空のヒマラヤと野生の楽園を巡る（2018年3月4日、テレビ静岡・フジテレビ系） - ナレーション[113]
- 中国王朝 英雄たちの伝説（NHK BSプレミアム）
  - 第1シリーズ
    - 中国王朝 英雄たちの伝説「反逆者 三国志の真相〜黄巾の乱から曹操へ〜」（2018年3月7日）
    - 中国王朝 英雄たちの伝説「反逆者 北京占領〜李自成の乱からドルゴンへ〜」（2018年3月14日）
    - 中国王朝 英雄たちの伝説「反逆者 挫折と革命〜太平天国の乱から孫文へ〜」（2018年3月21日）

  - 第2シリーズ
    - 中国王朝 英雄たちの伝説 権力者の素顔「史上唯一の女帝・則天武后」（2020年2月19日）
    - 中国王朝 英雄たちの伝説 権力者の素顔「残虐な農民皇帝・洪武帝」（2020年2月26日）
    - 中国王朝 英雄たちの伝説 権力者の素顔「過労に倒れた専制君主・雍正帝」（2020年3月4日）
- 新 街道をゆく「北のまほろば」（2023年5月17日、NHK-BSP）- ナビゲーター[114]
- パクス・ヒュマーナ 〜平和という“奇跡”〜（2024年2月23日、NHKBSP4K）[115]
- 世界熱中ひとり旅「佐々木蔵之介×ベネチア 〜“悪女”が握る平和の秘密〜」（2025年3月9日、NHK BS）[116]

### 情報番組
- 「人生120年の最新医学 世界のドクターが徹底解説 〜がん・糖尿病が治る時代へ〜」（2021年3月21日、BS朝日）
- 「人生120年の最新医学 世界のドクターが注目！〜がん・心臓病・認知症が治る時代へ〜」（2022年1月9日、BS朝日）

### PV
- RIP SLYME『Hey,Brother』 - 映画『間宮兄弟』の映像より

## その他
- 知るWiiテレビ 森羅万象地球図鑑（2009年、Wiiの間配信） - ナビゲーター
- シュテーデル美術館所蔵 フェルメール《地理学者》とオランダ・フランドル絵画展（於・Bunkamuraザ・ミュージアム、2011年3月 - 5月） - 音声ガイド
- 東京国立博物館 特別展「京都－洛中洛外図と障壁画の美」（東京国立博物館 平成館、2013年10月 - 12月） - 音声ガイド
- 第34回サントリー1万人の第九（於・大阪城ホール、2016年12月4日） - 「歓喜に寄せて」の和訳歌詞 朗読ゲスト[117]
- 東京国立博物館 特別展「国宝 東寺ー空海と仏像曼荼羅」（東京国立博物館 平成館、2019年3月 - 6月） - 音声ガイド・ナビゲーター
- メトロポリタン美術館展 西洋絵画の500年（大阪市立美術館、2021年11月 - 2022年1月 / 国立新美術館、2022年2月 - 5月） - 音声ガイド
- 日本科学未来館 ドームシアターガイア 映像作品「INHERIT 〜はやぶさ２・宙への夢と挑戦をのせて〜」（2022年） - ナレーション
- 日本中央競馬会 HERO IS COMING（2023年） - 年間プロモーションキャラクター

## 受賞歴
芸能活動
- 2010年 第17回読売演劇大賞 優秀男優賞受賞（舞台『狭き門より入れ』）
- 2012年 第47回紀伊國屋演劇賞 個人賞受賞（舞台『こんばんは、父さん』）
- 2015年 第38回日本アカデミー賞 優秀主演男優賞（『超高速!参勤交代』）[118]
- 2015年 第40回菊田一夫演劇賞（舞台『ロンドン版 ショーシャンクの空に』）
- 2020年 第43回日本アカデミー賞 優秀助演男優賞（『空母いぶき』）[119]

その他
- 2008年 第1回ユリスナルダンアワード[120]
- 2010年 第17回ベストスマイル・オブ・ザ・イヤー 著名人部門[121]
- 2017年 第14回COTTON USAアワード Mr.COTTON USA
- 2019年 第1回 HIGEMEN AWARDS 2019